# مهین افشان‌پور
مهین افشان‌پور (۷ شهریور ۱۳۲۰ – ۳۱ مرداد ۱۴۰۱) هنرمند و نگارگر اهل ایران بود. وی نخستین زن ایرانی بود که در نگارگری موفق به اخذ مدرک درجه یک هنری از وزارت فرهنگ و ارشاد اسلامی در ایران شد.

## زندگی
مهین افشان‌پور در شهریور ۱۳۲۰ در تهران زاده شد.

## تحصیلات
«در دانشگاه تنها آشنایی با هنر اتفاق می‌افتد و امروز با بی‌توجهی روند ضعیفی را طی می‌کند و من از این بابت متاسفم! دانشجو بهترین قشر جامعه است و پایه‌های اجتماعمان را بر آن بنا کرده‌ایم. هنر به من تعالی معنوی بخشیده‌است. گو اینکه از نظر مادی هم درنماندم؛ چرا که قناعت پیشه بودم.»

ایسنا
مهین افشان‌پور در سال ۱۳۴۸ وارد هنرستان کمال الملک شد و کار خود را با طراحی سیاه‌قلم، نقاشی رنگ روغن، و تذهیب آغاز و در سال ۱۳۶۰ آموزش را در دانشگاه‌های هنر، سوره، و میراث فرهنگی در پیش گرفت. او دکتری هنری را از وزارت فرهنگ و ارشاد اسلامی در رشته نگارگری دریافت کرد. افشان‌پور سال‌ها در دانشگاه‌های گوناگون سابقه تدریس داشت.
سال‌های دبستان و دبیرستان را با علاقه و پشتکار فراوان به طراحی و تصویرکشیدن گذراندم و با اینکه در پانزده سالگی از دنیای پرشر و شور تجرّد به عرصه جدی و پرمسئولیت زندگی مشترک وارد شدم، با عشق و علاقه به کارم ادامه دادم. و این تلاش حتی با آمدن فرزندم تداوم داشت و در آن لحظات شیرین و مقدس وظایف مادری، چهره مادرانه زنی را در حالت‌های مختلف به تصویر می‌کشیدم و این علاقه و پشتکار بالاخره در سن ۲۷ سالگی و با داشتن ۳ فرزند مرا به هنرستان کمال الملک کشاند. با ورودم به هنرستان کمال الملک که در سال ۱۳۴۸ بود، در کلاس نقاشی ثبت نام کردم و از طراحی سیاه قلم شروع کردم و استادم در این رشته مرحوم مشیری بود و رنگ و روغن را نزد استاد شیخ آموختم پس از مدتی احساس کردم سیاه قلم، طراحی، رنگ و روغن و تذهیب و تشعیر برای بیان مقاصد و رؤیاهایم کفایت نمی‌کند و نیاز به میدان وسیع تری برای تاخت و تاز دارم. به توصیه استادهایم به کلاس مینیاتور قدم گذاشتم و الفبای مینیاتور را در مکتب استاد جلالی سوسن آبادی آغاز کردم و با دنیای پررمز و راز مینیاتور آشنا شدم.

## حرفه
«از ۵ سالگی با کشیدن ذغال و گچ در در و دیوار شروع کردم. همواره یک چهره و اندام از یک زن را به تصویر می‌کشیدم و این تنها قصه اوج و حضیض هنر آن دوران من به‌شمار می‌آید.»

مهین افشان‌پور از دوران نوجوانی و جوانی به نقاشی و صورت گری علاقه داشت و نزد استادانی چون حسین شیخ طبیعت، مشیری سیاه قلم، یوسفی، و الطافی به تحصیل هنر پرداخت اما علاقه زیاد افشان‌پور به نگارگری او را به مکتب جلالی سوسن آبادی کشاند تا سرانجام نزدیک ۳۰ سال در این زمینه به خلق بیش از ۱۰۰ اثر منحصر به فرد بپردازد.

#### سبک‌ها
مهین افشان‌پور سبک‌های مختلفی را از جمله بغداد، مکتب تبریز اول، تیموری یا هرات و سرانجام مکتب اصفهان را در نگارگری تجربه کرده‌است. از جمله مهمترین آثار او می‌توان به سواری از غیب، شیخ صنعان و دختر ترسا، سمند تیزپای، مجلس بند اندازی عروسان، و آهوان خمار چشم یاد کرد. مینیاتورهای افشان‌پور، مینیاتور امروز با بهره‌گیری از سبک گذشته‌است. او می‌گوید:
حرف امروز را می‌زنم، به هر گوشه ار کارهایم که بنگری نشانی از جامعه ما را دارد. من برای خلق آثارم از روایات مذهبی، دیوان شعرا و کتب عرفانی الهام می‌گیرم و قصاید عطار، رباعیات خیام، مثنوی مولانا و غزلیات حافظ در نگاره‌هایم جاری است. تورق دفتر شعر نو و دیوان شعرای معاصر نیز به من الهام می‌دهند. زمانی که احساس می‌کنم ذهن و زبان برای انعکاس هیجانات و جوش و خروش قلبم کفایت نمی‌کند، در جذبه و خلسه ای عارفانه می‌غلطم و همه شراره‌های درونم را در کاغذ و رنگ متجلی می‌سازم. به عنوان یک زن در این اجتماع سعی کرده‌ام از هر ضربه ای که می‌خورم در جهت هنرم بهره بگیرم و بتوانم پیامی گرچه کوتاه برای آیندگان داشته باشم. این کار وسعت بسیاری دارد. نکته مهم دیگر برای هر هنرمند و هر زنی، خودشناسی است. هر زنی باید بداند پیش از هر چیز انسان است، یک انسان صرف نظر از زن یا مردبودن، اگر قابلیت مطرح شدن را دارد باید مطرح شود و برای خود جایی را در این دنیای خاکی باز کند.

#### فعالیت‌های آموزشی
«بهزاد در مکتب هرات پرورش یافت ولی در آثار او توجه به زندگی مردم عادی و «رئالیسم» بیش از هر چیز جالب توجه است. از کلاس بهزاد و مکتب او شاگردان بسیاری فیض بردند که معروف‌ترین آنها سلطان محمد است که یکی از زیباترین تصاویر تاریخ نقاشی ایران یعنی «معراج پیامبر» را از خود به جای گذارده‌است.»

مهین افشان‌پور از سال ۱۳۶۳ به تعلیم رشته نقاشی پرداخت و افزون بر خلق آثار شاخصی در نگارگری، همت خویش را صرف تربیت شاگرد و تدریس کرد. مهین افشان‌پور چند سالی در بخش آموزشی سازمان میراث فرهنگی تدریس می‌کرد و از سال ۱۳۶۰ به تعلیم رسمی پرداخت. در دانشکده سوره، دانشگاه هنر نیز تدریس می‌کرد و همچنین در دانشگاه الزهرا به تدریس مینیاتور مشغول بود.

## نمایشگاه‌ها  و افتخارات
افشان‌پور در نمایشگاه‌های داخل و خارج کشور به ارائه اثارش پرداخته‌است. بخشی از فعالیت‌ها و موفقیت‌های او در زیر فهرست شده‌است.
- دریافت نشان درجه یک هنری
- دریافت لوح زرین از سوی رایزن فرهنگی سفارت ایران در دمشق[۱۳]
- دریافت تقدیرنامه و یادواره نخستین نمایشگاه جمعی هنرمندان هنرهای تجسمی
- دریافت تقدیرنامه و لوح یادبود و مدال در اولین نمایشگاه جمعی هنرمندان به مناسبت دهه فجر در سال ۱۳۶۲
- دریافت تقدیرنامه به مناسبت شرکت در نمایشگاه بانوان هنرمند در آذرماه ۱۳۶۳ در موزه هنرهای معاصر
- دریافت لوح زرین و لوح تقدیر از به مناسبت شرکت در نمایشگاه پنجمین مجتمع هنر و ادبیات دفاع مقدس با تابلوی سواری از غیب
- تقدیر به مناسبت شرکت در نمایشگاه دو سالانه نگارگری ایرانی اسلامی همراه کتاب نگاره‌ها از طرف موزه هنرهای معاصر، سال ۱۳۷۰
- دریافت تقدیرنامه به مناسبت شرکت در نمایشگاه همیاری مردم بوسنی و هرزگوین از سوی مرکز هنرهای تجسمی، سال ۱۳۷۱
- دریافت تقدیرنامه به مناسبت شرکت در دومین نمایشگاه دو سالانه نگارگری اسلامی و شرکت در میزگرد هنرمندان، سال ۱۳۷۲
- برپایی نمایشگاه در بیروت سال ۱۳۷۲ در محل وزارت السیاحه اللبنانیه ـ الحمرا ـ بیروت
- برپایی نمایشگاه در دمشق به مناسبت دهه فجر سال ۱۳۷۲ و دریافت لوح زرین از سوی رایزن فرهنگی سفارت ایران در دمشق
- دریافت تقدیرنامه به مناسبت داوری در انتخاب آثار هنرمندان زن ، سال ۱۳۷۴
- دریافت تقدیرنامه به مناسبت سمینار بزرگداشت روز جهانی صنایع دستی از سوی ریاست دانشگاه هنر
- دریافت تقدیرنامه به مناسبت بزرگداشت روز صنایع دستی و تقدیر از پیشکسوتان هنرهای سنتی از سوی دانشگاه هنر، سال ۱۳۷۶–۱۳۷۵
- نمایشگاه انفرادی سال ۱۳۷۵ در باغ موزه سعدآباد
- دریافت تقدیرنامه و لوح یادبود به نام زنان نام‌آور دو دهه
- همکاری به عنوان استاد راهنما در پروژه‌هایی جهت کارشناسی دانشجویان دانشگاه الزهرا و دانشگاه پردیس اصفهان
- برگزاری نمایشگاه انفرادی در خراسان، نگارخانه میرک به مناسبت روز زن،سال ۱۳۷۹
- شرکت در نمایشگاه گروهی به نفع بیماران سرطانی نگارخانه بهاران، روز زن

### گنجینه زنده بشری یونسکو
نام او به همراه نگارگران نامی معاصر ایران چون محمود فرشچیان، مجید مهرگان، اردشیر مجرد تاکستانی، محمدباقر آقامیری در فهرست گنجینه زنده بشری یونسکو درج شد.

## آثار
بررسی و نقد نشانه‌شناسی آثار نگارگری مهین افشان‌پور در ۱۷مرداد ۱۴۰۱ طی نشست و میزگردی در مرکز فرهنگی- هنری صبا برگزار شد. در این نشست با حضور نامور مطلق، معاون پژوهشی فرهنگستان هنر و رئیس اعضای گروه پژوهشی زبان هنری؛ فرزان سجودی، حمیدرضا شعیری، امیر علی نجومیان و عباسی، آثار نگارگری مهین افشان‌پور از زاویه نشان شناختی و زبان شناختی مورد بحث و بررسی قرار گرفت.

### از نگاه دیگران
فرزان سجودی: 
بحث گروه زبان هنری و فرهنگستان هنر در بررسی آثار مهین افشان‌پور، در حقیقت بحث ارزشگذاری تکنیکی و فنی این نقاشی‌ها نیست، بلکه بررسی این آثار در حکم متن و محصول نظامی نشانه ای است؛ به نظر می‌رسد که غایت اثر ایجاد ارتباط و تولید معناست، ما به این مسئله می‌پردازیم که اثر در حکم متن با چه ساز و کارهایی ارتباط برقرار می‌کند و معنا تولید می‌کند. خطوط منحنی یا نیم دایره، انتخاب رنگها و سیمای فاقد تمایز آدمها، یک فضای نرم ایجاد می‌کند و سنگینی ثقل را از بین می‌برد و موجب می‌شود که ما فضای این تابلوها را به عنوان فضایی خیالی و آرمانی باور کنیم و بپذیریم که این تابلوها دنیایی خیالی و آرمانی را به تصویر می‌کشند، نه دنیای انسانی به مفهوم دنیوی کلمه. برای این که دنیای واقعی و انسانی به مفهوم دنیوی کلمه، دنیایی است که پر از تیزی است، اما می‌بینیم که در دنیای آرمانی این تابلوها حتی تیزی‌های یک صخره، که در دنیای واقعی زبر و خشن است، گرفته شده‌است و به عبارت دیگر حرف از دنیای کمال گرایانه، بدون مرز و بدون نقص و آرمانی به تصویر کشیده شده‌است.

بهمن نامور مطلق:
مایلم به نکته‌ای در مورد ارتباط خاص نگارگری با نشانه‌شناسی اشاره کنم؛ زیرا از یک سو نشانه‌های به کار گرفته شده در نگارنگری تا حدودی با توجه به سایر هنرهای تجسمی دارای ویژگیهای خاص خود هستند و از سویی نگارگری، با پیشینه فرهنگی عمیق خود در کشور ما، با سایر هنرهای دستی ارتباط تنگاتنگی دارد، به طوری که گاهی در مطالعه یکی از آنها هنرهای دیگر را نمی‌توان نادیده گرفت. برای مثال می‌توان به رابطه نگارگری و شعر اشاره کرد. اشکال هندسی در این آثار نقش مهمی دارند. به نظرم تحلیل خطوط و اشکال هندسی این آثار، می‌تواند یکی از روش‌های مهم تحلیل نشانه شناختی آنها باشد. خطوط منحنی در این آثار بسیار بهتر از خطوط مستقیم ترسیم شده‌اند. این دو نوع از خطوط دارای ویژگی‌های نشانه شناختی خاص خود است؛ یکی سیال بودن و پویایی و دیگری سنگینی و در اکثر موارد سکون را بازنمایی می‌کند. معماری درون این آثار از بهترین معیارها برای مقایسه این تفاوت‌هاست؛ زیرا معماری ای که بر اساس خطوط متقارن و اغلب مستقیم ایجاد می‌شود، در این آثار نتوانسته‌است در یک نظام هماهنگ دارای بیان نظام داری باشد. بر عکس در صورت پردازی‌ها و نقوشی که نیاز به خطوط منحنی و موجدار وجود داشته‌است، آثار به خوبی از نشانه‌ها برای بیان منظور خود استفاده کرده‌است. به عبارت دیگر، خطوط و اشکال دارای بیان حماسی و خشن نیستند، بلکه تغزلی و لطیفند. حتی هنگامی که خواسته می‌شود کوه ترسیم شود چندان تفاوتی با ابر ندارد. برداشت کلی بنده از آثار این است که هنرمند در آثارش، با توجه به ویژگی‌های شخصی، یعنی زنانگی و شرایط زمانی کوشش کرده‌است تا از نشانه‌های نو و مناسبی استفاده کند. خطوط، رنگ‌ها، چهره‌ها، شخصیت‌ها و نوپردازش آنها حکایت از جست و جوی هنرمند برای یافتن زبانی مناسب است. در این مسیر گاهی نظامی هماهنگ از نشانه‌ها را شاهدیم و گاهی نیز بیان دچار مشکلاتی است. امید است این زبانی که در آن زنانگی در آن بارز است تداوم و تکامل یابد.

امیرعلی نجومیان: 
سنت مینیاتور، رابطه این آثار با سنت مینیاتور و این که تا چه حد این آثار پیرو سنت مینیاتور بوده و تا چه حد نوآوری در این زمینه داشته، از اهمیت خاصی برخوردار است. نکته ای که باید بحث شود تصویرسازی زن و در واقع نقش زن در ترکیب بندی آثار است. رابطه شعر با تصویر، در این آثار بسیار حائز اهمیت است. اگر از دید نشانه شناختی بخواهیم به این آثار نگاه کنیم، شاید مجبور باشیم نخست از شکل هندسی، ترکیب بندی و رنگ‌بندی تصاویر آغاز کنیم و بعد به بحث‌های کلی تری در مورد این آثار برسیم.
حمیدرضا شعیری: 
به عنوان مقدمه به اهمیت گفتمانی تابلوهای خانم افشان‌پور اشاره می‌کنم، به ویژه آن که در این آثار با گفتمان خاص و تکامل نیافته‌ای سر و کار داریم. بدین معنا که در این آثار با یک فرایند گفتمانی نیم یا در واقع دو نیم شده‌ای روبه رو هستیم که یک نیم آن حضور دارد و نیم دیگر آن را باید یافت که در کجاست. این جزو مسائلی است که به آن خواهیم پرداخت. به هر حال آنچه که ما با آن مواجهیم در واقع یک روی سکه است. در بحث نشانه ای و در واقع شکلی ساختاری یا هندسی، نخستین چیزی که در روبه رو شدن با این تابلوها، نظرم را جلب کرد خطوط بودند. همان‌طور که می‌توان مشاهده کرد، خطوط بیشتر منحنی یا نیم دایره اند؛ و کمتر تابلویی است که ما در آن خطوط راست یا مستقیم ببینیم؛ اما این خطوط نیم دایره در عین حال در بسیاری از تابلوها دارای یک نوع پیوستگی و استمرارند؛ یعنی در بعضی مواقع نیم دایره‌ها حرکت خود را به گونه ای ادامه می‌دهند که در هم می‌پیچند و با این تکرار و پیچیدگی و در هم تنیدگی سبب ایجاد نیم دایره‌های جدیدتر می‌شوند. گرچه ما نمی‌خواهیم بلافاصله از بحث خط، نتیجه‌گیری معنایی کنیم و به سراغ یک محتوای نشانه ای برویم، اما در عین حال باید توجه داشت که انحنا، عاملی است که سبب سبکی نشانه می‌شود، یعنی انحنا وزن و بار نشانه را می‌گیرد. با این که حجم افرادی که در تابلو می‌بینید، حجم زیادی است، اما به هیچ وجه، در فضا سنگینی ایجاد نمی‌کنند. به این دلیل خط غالب و خط چیره بر این تابلو، خط منحنی یا خط نیم دایره است. این است که معمولاً وقتی که از نشانه صحبت می‌کنیم به سراغ دالهایی می‌رویم که مدلول پرورند یا به سراغ مدلولهایی می‌رویم که دال پرورند. من وقتی این آثار را دیدم، برایم این سؤال پیش آمد که من با دال یا با مدلول اشکال، با صورت بیان مواجهم یا با اشکال محتوایی! وقتی تابلوها را یکی پس از دیگری مرور کردم، متوجه شدم که در واقع بیشتر از آنچه که تابلوها دال باشند، مدلولند؛ یعنی این که دال تابلوها برای من در جای دیگری است، نه در خود تابلوها.

عباسی: 
برای نشان دادن سازوکار و تحلیل نشانه‌شناسی تابلوهای خانم مهین افشان‌پور، کارم را به دو بخش تقسیم کرده‌ام. ابتدا در مورد ساختار و شکل، سپس به معنا و مفهوم این تابلوها در حد امکان خواهم پرداخت. البته سعی بر این است که از نظریه‌های جدید نشانه‌شناسی در حوزه ساختاری و تخیلی، سود جویم. در حوزه تخیلی نظریه‌های جدیدی از بعد باشلار، یعنی ژیلبر دوران و ژان بورگوس وجود دارد که در ایران خیلی شناخته شده نیستند که سعی خواهم کرد به عنوان ابزار کار از این نظریه‌ها استفاده کنم. همان‌طور که در ابتدا گفتم، برای فهم نشانه‌ها، باید آنها را به دو قسمت شکلی و معنایی تقسیم کنیم. چون قرار بر این است که ابتدا از شکل و سپس از معنا سخن بگوییم. پس کار خود را از ابتدا از شکل یا ساختار آغاز می‌کنم. در عمق تمام تصاویر دو شکل دیده می‌شود: ۱.دایره ای، ۲. مثلثی. خود شکلهای دایره ای دارای این ویژگی اند: الف: یا به صورت ترکیب حلزونی اند. ب:یا به صورت پرسپکتیو گسترده یا نمای از پایین به بالا. اکثر این تابلوها عمق ندارند. فقط در تعداد کمی از این تابلوها می‌توان عمق را مشاهده کرد. نکته ای را که در مورد عمق باید اشاره کنم، این است که معمولاً در نگارگری همه چیز نماد است و پرسپکتیو وجود ندارد. وقتی پرسپکتیو به وجود می‌آید انگار که به تابلوی نقاشی زمان و مکان زمینی را اختصاص می‌دهیم. وانگهی با کوچک و بزرگ کردن تصاویر، باز موضع زمان و مکان این جهانی را زنده می‌کنیم که فکر می‌کنم این ساختار پرسش برانگیز است. کوچک و بزرگ شدن آدمها این پرسش را مطرح می‌کند که نقاش با چشم زمینی به این شخصیت‌ها نگاه کرده‌است. چون در نظر خدا، همه آدمها یک جور دیده می‌شوند.

## آثار دربارهٔ او
- ۱۳۹۶- بانوی خیال: گزیده‌ای از آثار نگارگری مهین افشان‌پور توسط سید عبدالمجید شریف‌زاده[۲۱]
- ۱۳۸۷ - مستند بانوی خیال: این فیلم مستند کوتاه، نگاهی گذراست به زندگی مهین افشان‌پور دارد که به مناسبت بزرگداشت او در همایش آداب معنوی در هنرهای سنتی که در تاریخ ۱۳۸۷ برگزار گردید به کارگردانی آرش رئیسیان و به سفارش دبیرخانه همایش آداب معنوی در هنرهای سنتی ساخته شده‌است.[۲۲]